# José María Arguedas
José María Arguedas Altamirano (Andahuaylas, Peru, 18 de janeiro de 1911 – Lima, 2 de dezembro de 1969) foi um escritor e antropólogo peruano.

## Carreira
Além romancista, também se destacou pelas traduções da literatura quíchua e como estudioso do folclore de seu país. Estudou na universidade de San Marcos em Lima e publicou sua primeira obra, Agua, em 1935, uma série de contos. Outras de suas obra são Los ríos profundos (1956), Todas las sangres (1964) e El zorro de arriba y el zorro de abajo de 1971. Arguedas é o escritor dos encontros e desencontros de todas as raças e de todas as pátrias, mas não é testemunho passivo, não se limita a fotografar e descrever; toma partido. Em sua vida fez uma opção, atribuída num de seus primeiros contos a Ernesto, personagem autobiográfico que repelindo a violência do mundo dos mistis decide passar para o mundo dos oprimidos. Cometeu suicídio com um tiro, em 2 de dezembro de 1969.

## Obras
A produção intelectual de Arguedas é muito ampla e inclui cerca de 400 escritos, incluindo criações literárias (romances e contos), traduções de poesia e contos quíchuas para o espanhol, obras monográficas, ensaios e artigos sobre a língua quíchua, mitologia pré-hispânica, folclore e educação popular, entre outros aspectos da cultura peruana. A circunstância especial de ter sido educado dentro de duas tradições culturais, a ocidental e a indígena, aliada a uma sensibilidade delicada, permitiu-lhe compreender e descrever como nenhum outro intelectual peruano a complexa realidade do índio nativo, com a qual se identificava de forma intensa. Em Arguedas, a obra do escritor e do etnólogo nunca são totalmente dissociadas; Mesmo em seus estudos mais acadêmicos, encontramos a mesma linguagem lírica de suas narrativas. A importância fundamental desse escritor foi reconhecida por críticos e colegas peruanos, como Mario Vargas Llosa, que chegou a dedicar o livro de ensaios intitulado A utopia arcaica à sua obra. Alfredo Bryce Echenique também colocou as obras de Arguedas entre os livros de sua vida. Ao longo dos anos, o trabalho de Arguedas ganhou maior destaque, apesar de ser pouco conhecido fora do Peru.

### Novelas
- 1941: Yawar fiesta.
- 1954: Diamantes y pedernales.
- 1958: Los ríos profundos.
- 1961: El Sexto.
- 1964: Todas las sangres
- 1971: El zorro de arriba y el zorro de abajo, um romance inacabado publicado postumamente.

### Cuentos
- 1935: Agua.  Coletânea de contos composta por: Agua, Los escoleros e Warma kuyay. Segundo lugar no concurso internacional promovido pela Revista Americana de Buenos Aires. Traduzido para russo, alemão, francês e inglês pela Literatura Internacional de Moscou.
- 1955: La muerte de los Arango.
- 1962: La agonía de Rasu Ñiti.
- 1965: El sueño del pongo.
- 1967: Amor mundo.

Coletâneas póstumas (contos)
- 1972: El forastero y otros cuentos (Montevideo: Sandino). Contém «El barranco», «Orovilca», «Hijo solo» y «El forastero».
- 1972: Páginas escogidas (Lima: Universo). Seleção da obra de Arguedas, editada por Emilio Adolfo Westphalen.
- 1973: Cuentos olvidados (Lima: Imágenes y Letras). Compilação de histórias perdidas em jornais e revistas dos anos de 1934 e 1935, edição e notas de José Luis Rouillon.
- 1974: Relatos completos (Buenos Aires: Losada). Contém as seguintes histórias importantes: «Agua», «Los escoleros», «Warma kuyay», «El barranco», Diamantes y pedernales, «Orovilca», «La muerte de los Arango», «Hijo solo», La agonía de Rasu Ñiti, El sueño del pongo, «El horno viejo», «La huerta», «El ayla» y «Don Antonio».[5]

### Poesia
Escritos primeiro em quíchua, e depois traduzidos para o espanhol pelo mesmo autor, os poemas de Arguedas assumem conscientemente a tradição da poesia quíchua, antiga e moderna, validam a visão de mundo que a anima, revitalizam seus mitos essenciais e condensam o protesto social e a reivindicação cultural em um único movimento.
- 1962: Túpac Amaru Kamaq taytanchisman. Haylli-taki. A nuestro padre creador Túpac Amaru. Himno-canción.
- 1966: Oda al jet.
- 1969: Qollana Vietnam Llaqtaman / Al pueblo excelso de Vietnam.
- 1972 – Katatay y otros poemas. Huc jayllikunapas. Poemas em quíchua e versões espanholas. Publicado postumamente por Sybila Arredondo de Arguedas.

### Estudos etnológicos, antropológicos e folclóricos
Estes compõem a maior parte de sua produção escrita (apenas 12% disso corresponde à sua narrativa).
- 1938: Canto kechwa. Com um ensaio sobre a capacidade de criação artística do povo índio e mestiço. Edição bilíngue preparada na prisão.
- 1947: Mitos, leyendas y cuentos peruanos.
- 1949: Canciones y cuentos del pueblo quechua.
- 1953: Cuentos mágico-realistas y canciones de fiestas tradicionales: Folclor del valle del Mantaro.
- 1956: Puquio, una cultura en proceso de cambio.
- 1957: Estudio etnográfico de la feria de Huancayo.
- 1957: Evolución de las comunidades indígenas.
- 1958: El arte popular religioso y la cultura mestiza.
- 1961: Cuentos mágico-religiosos quechuas de Lucanamarca.
- 1966: Poesía quechua.
- 1966: Dioses y Hombres de Huarochirí. Bela tradução direta para o espanhol, dos mitos da criação do mundo a partir da compilação feita pelo padre Cuzco Francisco de Ávila no final do século xvi, na província de Huarochirí.
- 1968: Las comunidades de España y del Perú.

Em 1964, o escritor fundou a revista "Cultura y pueblo" em Lima, onde também imprimiu seu pensamento e conhecimento sobre o folclore. Em 2021, o Ministério da Cultura digitalizou todo o acervo da revista. A coleção é composta por 20 números, do nº 1, correspondente a janeiro-março de 1964, ao nº 19-20, correspondente a julho-dezembro de 1970.
Compilações póstumas (estudos etnológicos, antropológicos e folclóricos)
- 1975: Señores e indios: Acerca de la cultura quechua. Compilación de Ángel Rama.
- 1976: Formación de una cultura nacional indoamericana. Compilación debida a Ángel Rama y cuyo título «busca interpretar... una preocupación central de Arguedas».

### Edição de obras completas
Em 1983, a editora Lima Horizonte publicou as obras completas de José María Arguedas em cinco volumes, compilados por Sybila Arredondo de Arguedas. Em 2012, a mesma editora, a Horizonte, em Lima, publicou mais sete volumes que incluem a Obra Antropológica e Cultural. A segunda série, do sexto ao décimo segundo volume, também foi compilada por Sybila Arredondo de Arguedas.